# Palais Sciarra Colonna
Le Palais Sciarra Colonna ou Palais Sciarra est un palais du centre de Rome, sa façade principale donnant sur la Via del Corso dans le Rione Colonna. Il abrite actuellement le siège de la Fondation Roma. Le 27 novembre 2024, celle-ci a ouvert un musée dans le palais pour y présenter ses collections, le museo del Corso.

## Histoire
Au XVIIe siècle, la branche Sciarra de la famille Colonna possédait deux bâtiments sur le site. L'architecte Flaminio Ponzio fut chargé en 1610 de fusionner les bâtiments. Les travaux furent poursuivis jusqu'en 1641. Au XVIIIe siècle, sous la direction du cardinal Prospero Colonna, l'architecte Luigi Vanvitelli rénova le palais. Les salles décorées de fresques du palais ont été achevées lors de cette rénovation.
Le palais fut modifié entre 1871 et 1898, lorsque le prince Maffeo Sciarra chargea Giulio de Angelis de raccourcir l'aile pour élargir la Via Minghetti et de construire le Teatro Quirino et la galerie Sciarra. La galerie Sciarra est un passage en forme de dôme de verre traversant une cour intérieure, remarquable par les murs décorés de fresques de la cour. Les fresques des étages supérieurs sont de style Liberty par Giuseppe Cellini et représentent des scènes quotidiennes des Vertus des femmes, notamment la Prudence, la Sobriété, la Force, l'Humilité, la Prudence, la Patience, la Bonté, la Foi, l'Amabilité, la Générosité et la Noblesse.

## Le musée
Il abrite la collection permanente de la Fondazione Roma, un patrimoine qui s’étend de la Renaissance à l’époque contemporaine. Parmi les chefs-d’œuvre exposés figurent des œuvres d’artistes tels que Pompeo Batoni, Nicolas Régnier, Gerrit van Honthorst, Pietro da Cortona, Giovanni Paolo Panini et Caspar van Wittel, jusqu’aux grands maîtres du XXe siècle tels que Giacomo Balla, Gerardo Dottori, Tano Festa, Mario Schifano, Franco Angeli et Lucio Fontana.
En outre, le musée abrite une collection de pièces de monnaie et de médailles (plus de 2 500 exemplaires), dont la série des médailles papales, qui racontent l’histoire des siècles passés, du pontificat de Martin V Colonna à celui du pape François.